# Pristimantis hernandezi
Espèce
Synonymes
- Eleutherodactylus hernandezi Lynch & Ruíz-Carranza, 1983

Statut de conservation UICN

 EN B1ab(iii) : En danger
Pristimantis hernandezi est une espèce d'amphibiens de la famille des Craugastoridae.

## Répartition
Cette espèce est endémique de Colombie. Elle se rencontre entre 2 300 et 2 600 m d'altitude :
- sur le versant Ouest de la cordillère Orientale dans les départements de Huila ;
- sur le versant Est de la cordillère Centrale dans les départements de Caquetá.

## Étymologie
Cette espèce est nommée en l'honneur de Jorge Ignacio Hernández-Camacho (1935-2001).

## Publication originale
- Lynch & Ruíz-Carranza, 1983 : New frogs of the genus Eleutherodactylus from the Andes of southern Colombia. Transactions of the Kansas Academy of Science, vol. 86, no 1, p. 99-112.